# К. С. Луис
Клајв Стејплс Луис (енгл. Clive Staples Lewis; Белфаст, 29. новембар 1898 — Оксфорд, 22. новембар 1963) био је британски писац, песник, академик, истраживач средњег века, књижевни критичар, есејиста, приучени теолог, водитељ, предавач, и хришћански апологета. Држао је академске позиције на Универзитету Оксфорд (Магдален Колеџ), 1925-1954, и Универзитету Кембриџ (Магдалена Колеџ), 1954-1963. Он је најпознатији по свом рад на фикцији, посебно "Скревтејпова писама", "Летописи Нарније", и "Свемирска трилогија", и за његове не-фикцијске хришћанске апологетике, као што су "Мере хришћанства", "Чуда", и "Проблем бола".
Луис и, његов колега писац, Џ. Р. Р. Толкин су били блиски пријатељи. Обојица су радили на енглеском факултету на Оксфордском универзитету, и били су активни у неформалној књижевној групи на Оксфорд познату као Инклинг. Према Луисовим мемоарима "Изненадила ме срећа" (енгл. Surprised by Joy), био је крштен у цркви у Ирској, али се удаљио од своје вере током адолесценције. Луис се вратио у Англиканску заједницу када је имао 32, због утицаја Толкина и других пријатеља, а постао је "обичан лаик Цркве Енглеске". Његова вера је дубоко утицала на његов рад, а његов ратни радио који је емитовао хришћанске теме му је донео велики успех.
Оженио се, 1956, америчком списатељицом Џои Дејвидмен; умрла је од рака четири године касније, када је имала 45 година, а Луис је умро 22. новембра 1963. од затајења бубрега, недељу дана пре његовог 65. рођендана. Извештавање медија о његовој смрти је било минимално, пошто су он и колега британски писац Олдус Хаксли умрли истог дана када је амерички председник Џон Ф. Кенеди убијен. На 50. годишњицу његове смрти, 2013, у Луисову част је подигнут споменик у Песничком кутку у Вестминстерској опатији.
Луисови радови су преведени на више од 30 језика и продати у милионима примерака. Књиге које чине "Летописе Нарније" су продали највише примерака и су популаризоване су у позоришту, на ТВ, радију, и филму. Његови радови ушли у јавни домен 2014. у земљама у којима ауторска права истичу 50 година након смрти творца, као што је Канада.

## Дела

### Нефикција
- The Allegory of Love: A Study in Medieval Tradition (1936)
- Rehabilitations and other есеји (1939; два есеја која нису укључена у Essay Collection [2000])
- The Personal Heresy: A Controversy (са E. M. W. Tillyard, 1939)
- The Problem of Pain (1940)
- The Case for Christianity (1942)
- A Preface to Paradise Lost (1942)
- Broadcast Talks (1942)
- The Abolition of Man (1943)
- Christian Behaviour (1943)
- Beyond Personality (1944)
- The Inner Ring (1944)[2]
- Miracles: A Preliminary Study (1947, revised 1960)
- Arthurian Torso (1948; on Charles Williams's poetry)
- Transposition, and other Addresses (1949)
- Mere Christianity: A Revised and Amplified Edition, with a New Introduction, of the Three Books, Broadcast Talks, Christian Behaviour, and Beyond Personality (1952;засновано на разговорима на радију од 1941–1944)
- Lewis, Clive Staples (1973). English Literature in the Sixteenth Century, Excluding Drama. Oxford University Press. ISBN 0-19-881298-1.
- Major British Writers, Vol I (1954; contribution on Edmund Spenser)
- Surprised by Joy: The Shape of My Early Life (1955; аутобиографија)
- Reflections on the Psalms (1958)
- The Four Loves (1960)
- Studies in Words (1960)
- The World's Last Night and Other есеји (1960)
- An Experiment in Criticism (1961)
- A Grief Observed (1961; испрва објављено пред псеудонимом N. W. Clerk)
- They Asked for a Paper: Papers and Addresses (1962; сви есеји из Essay Collection [2000])
- Selections from Layamon's Brut (ed. G L Brook, 1963 Oxford University Press)

Постхумно објављено:
- Letters to Malcolm: Chiefly on Prayer (1964)
- Beyond The Bright Blur (1963) (a limited-run 30-page excerpt taken from Letters to Malcolm and "published as a New Year's greeting to friends of the author", according to the opening page)
- The Discarded Image: An Introduction to Medieval and Renaissance Literature (1964)
- Studies in Medieval and Renaissance Literature (1966; неукључени у Essay Collection [2000])
- On Stories: and other есеји on literature (ed. Walter Hooper, 1966)
- Spenser's Images of Life (ed. Alastair Fowler, 1967)
- Letters to an American Lady (1967)
- Christian Reflections (1967; есеји и студије Essay Collection [2000])
- Selected Literary есеји (1969; неукључени у Essay Collection [2000])
- God in the Dock: есеји on Theology and Ethics (1970)
- Undeceptions (1971; есеји; један есеј који није укључен у Essay Collection [2000])
- The Weight of Glory and Other Addresses (1980)
- Of Other Worlds (1982; есеји; један есеј који није укључен у Essay Collection [2000])
- The Business Of Heaven: Daily Readings From C. S. Lewis (Walter Hooper, ed.; 1984)
- Present Concerns (1986; есеји; сви есеји из Essay Collection [2000])
- All My Road Before Me: The Diary of C. S. Lewis 1922–27 (1993)
- Compelling Reason: есеји on Ethics and Theology (1998)
- The Latin Letters of C.S. Lewis (1999)
- Essay Collection: Literature, Philosophy and Short Stories (2000)
- Essay Collection: Faith, Christianity and the Church (2000)
- Collected Letters, Vol. I: Family Letters 1905–1931 (2000)
- From Narnia to a Space Odyssey : The War of Ideas Between Arthur C. Clarke and C.S. Lewis (2003)
- Collected Letters, Vol. II: Books, Broadcasts and War 1931–1949 (2004)
- Collected Letters, Vol. III: Narnia, Cambridge and Joy 1950–1963 (2007)
- Language and Human Nature коаутор са Ј. Р. Р. Толкин (нацрт откривен 2009)[3]
- Image and Imagination: есеји and Reviews (2013)

### Фикција
- The Pilgrim's Regress (1933)
- Space Trilogy

1. Out of the Silent Planet (1938)
2. Perelandra (познато и као Voyage to Venus) (1943)
3. That Hideous Strength (1945)

- The Screwtape Letters (1942)
- The Great Divorce (1945)
- Летописи Нарније

1. Лав, вештица и орман (1950)
2. Принц Каспијан (1951)
3. Путовање намерника зоре (1952)
4. Сребрна столица (1953)
5. Коњ и његов дечак (1954)
6. Чаробњаков сестрић (1955)
7. Последња битка (1956)

- Till We Have Faces (1956)
- The Shoddy Lands (кратка прича, Fantasy and Science Fiction, February 1956)
- Ministering Angels (кратка прича, Fantasy and Science Fiction, January 1958)
- Screwtape Proposes a Toast (1961) (додак The Screwtape Letters)
- The Dark Tower  (1977)
- Boxen: The Imaginary World of the Young C. S. Lewis (ed. Walter Hooper, 1985)

### Поезија
- Spirits in Bondage (1919; објављена под псеудонимом Clive Hamilton)
- Dymer (1926; објављена под псеудонимом Clive Hamilton)
- Poems (ed. Walter Hooper, 1964, збирка песама неукључена у Dymer or Spirits in Bondage)
- Narrative Poems (ed. Walter Hooper, 1969; садржи Dymer, Launcelot, The Nameless Isle, и The Queen of Drum.
- The Collected Poems of C. S. Lewis (ed. Walter Hooper, 1994; проширено издање ранијег дела 1964. Poems book; укључује Spirits in Bondage)
- C.S. Lewis's Lost Aeneid: Arms and Exile (ed. A.T. Reyes, 2011; укључује два преостала фрагмента Луисовог превода Вергилијеве Енејиде)
- The Collected Poems of C. S. Lewis: A Critical Edition (edited by Don W. King, 2015; Kent State University Press;  978-1606352021)

### Уредник
- George MacDonald: An Anthology (1947)
- Essays Presented to Charles Williams (1947)